# NGC 3226
NGC 3226 (również PGC 30440 lub UGC 5617) – galaktyka eliptyczna (E2), znajdująca się w gwiazdozbiorze Lwa. Odkrył ją William Herschel 15 lutego 1784 roku. Jest to galaktyka z aktywnym jądrem typu LINER.
NGC 3226 jest w trakcie kolizji z sąsiednią galaktyką spiralną NGC 3227. Para ta została skatalogowana jako Arp 94 w Atlasie Osobliwych Galaktyk i znajduje się w odległości około 67 milionów lat świetlnych od Ziemi.
W galaktyce tej zaobserwowano supernową SN 1976K.